# 防守截锋
防守截锋（Defensive tackle，簡稱）是美式足球中的一個位置，通常位於開球線上，對位於進攻後衛的其中一側；然而，他也可能對位於進攻截鋒的其中一側。防守截鋒通常是防守球員中體型最大且最強壯的。根據球隊的防守戰術，防守截鋒可能需要擔任不同的角色，包括堅守攻擊點、不被對手推動，或穿透進攻線員之間的某個缺口，以打亂對手後場的進攻計畫。如果防守截鋒能判讀到對方的戰術，則他的主要責任就是擒殺四分衛，或者如果傳球在他的防守範圍內，他可以直接在開球線上將傳球擊落。防守截鋒的其他責任還可能包括追擊掩護傳球或在區域突襲戰術中退防至掩護區域。在傳統的4-3防守陣型中，沒有「正絆鋒」(nose tackle, NT)，而是左防守截鋒和右防守截鋒。某些球隊，尤其是國家美式足球聯盟（NFL）中的一些球隊，會在這個陣型中使用正絆鋒 ，但大多數球隊並不採用。

## 正絆鋒
正絆鋒是防守線鋒在防守佈陣中的一個位置。在3-4防守陣型中，唯一的防守截鋒通常被稱為正絆鋒。正絆鋒在比賽開始前站位於進攻線中央的位置，對位進攻方的中鋒，稱為「0技術位」  In this position, frequently taking on the center and at least one if not both of the guards, the nose tackle is considered to be the most physically demanding position in gridiron football.。在這個位置上，正絆鋒通常需要同時面對中鋒以及至少一名後衛，甚至可能是兩名後衛，因此被認為是橄欖球中體能要求最高的防守位置。在五人防守線的情況下，例如在進攻端區陣型中，正絆鋒是最內側的線員，兩側通常會有防守截鋒與防守邊鋒支援。根據帕特·柯萬的說法，傳統的3-4防守要求正絆鋒是「一個可以堵住中間的大塊頭」，而4-3防守則需要「一個依靠速度來穿透並沿著前線移動的正絆鋒」。典型的3-4正絆鋒通常是「擁有寬厚身軀，能夠守住攻擊點並迫使中鋒和後衛組成雙人夾擊的球員」。
他們通常是隊伍中最重的球員，體重範圍在320到350磅（約145到159公斤）。身高對他們來說也至關重要，因為他們需要「壓制」進攻線員的高度；理想的3-4正絆鋒不會超過6英尺3英寸（約1.91米）。一些例子包括Gilbert Brown、Jamal Williams、Vince Wilfork和Damon Harrison。較少見的高個正絆鋒包括6英尺4英寸（1.93米）的Bobby Brown III，以及6英尺5英寸（1.96米）的Ted Washington和Ma'ake Kemoeatu，他們都曾贏得過超級盃。
在一些4-3防守陣型中，正絆鋒是兩名防守截鋒中的一員。某些球隊，特別是在國家美式足球聯盟（NFL）中，會在4-3陣型中使用正絆鋒，他會對位於進攻方的中鋒，並很可能對位於弱側或拉動的後衛。在4-3陣型中，正絆鋒通常速度較快，任務是「衝擊'A區'，並擊敗中鋒及弱側或拉動的後衛，進入對方後場」。身高在這裡並不那麼重要，而體重通常接近300磅（約136公斤）。
「鼻衛」或「中衛」這些術語在早期五人防守線（5-2防守）中更為常見。這種防守陣型能有效對抗當時的大多數進攻戰術，但在應對內線短傳時有所欠缺，於是在1950年代末期逐漸從職業賽場中淘汰。在4-3防守中，直立的中線衛取代了中衛的位置。正絆鋒還會在50閱讀防守中使用。在這個陣型中，正絆鋒、兩名防守截鋒以及兩名可以在線上或兩點姿態下站位的外線衛共同協作。正絆鋒的站位會正對中鋒，距離球約六到十八英寸。在閱讀50防守中，正絆鋒的主要責任是閱讀進攻方中鋒的動作，判斷球的去向。當對方進行外線跑動時，正絆鋒需要擺脫阻擋並沿著開球線角度追擊。正絆鋒在這個戰術中的主要任務是吸引多名阻擋者，為其他防守球員創造機會去壓制持球者或進攻四分衛。